# TJB 아침뉴스
《TJB 아침뉴스》는 TJB TV에서 매주 평일 오전 7시 10분에 방송 중인 대전 세종 충남 지역 아침 종합 뉴스 프로그램이다.

## 방송 시간
| 방송 채널 | 방송 기간                         | 방송 시간                                                              |
| --------- | --------------------------------- | ---------------------------------------------------------------------- |
| TJB TV    | 1995년 5월 15일 ~ 2001년 4월 28일 | 평일 아침 7시 30분 ~ 7시 50분 (20분) 토요일 아침 7시 40분 ~ 8시 (20분) |
| TJB TV    | 2001년 4월 30일 ~ 2008년 5월 2일  | 평일 아침 7시 ~ 7시 30분 (30분)                                        |
| TJB TV    | 2009년 4월 27일 ~ 2018년 6월 8일  | 평일 아침 7시 ~ 7시 30분 (30분)                                        |
| TJB TV    | 2008년 5월 5일 ~ 2009년 4월 24일  | 평일 아침 7시 30분 ~ 8시 30분 (1시간)                                  |
| TJB TV    | 2018년 6월 11일 ~ 2019년 5월 17일 | 평일 아침 7시 10분 ~ 7시 40분 (30분)                                   |
| TJB TV    | 2021년 10월 4일 ~ 현재            | 평일 아침 7시 10분 ~ 7시 40분 (30분)                                   |
| TJB TV    | 2019년 5월 20일 ~ 2021년 10월 1일 | 평일 아침 7시 5분 ~ 7시 35분 (30분)                                    |

## 앵커
| 대수 | 진행자             | 진행 기간                           | 비고                        |
| ---- | ------------------ | ----------------------------------- | --------------------------- |
| 1대  | 진미선 아나운서    | 일자 미상 ~ 일자 미상               |                             |
| 2대  | 이명숙 아나운서    | 일자 미상 ~ 일자 미상               |                             |
| 3대  | 권기호 아나운서    | 일자 미상 ~ 일자 미상               |                             |
| 4대  | 김도희 아나운서    | 일자 미상 ~ 일자 미상               |                             |
| 5대  | 송혜민 아나운서    | 일자 미상 ~ 일자 미상               |                             |
| 6대  | 김현지 前 아나운서 | 2019년 일자미상 ~ 일자미상          |                             |
| 7대  | 송유라 前 아나운서 | 2020년 일자미상 ~ 일자미상          |                             |
| 8대  | 정성욱 아나운서    | 일자 미상 ~ 2021년 4월 16일         |                             |
| 9대  | 최승희 아나운서    | 2021년 4월 19일                     |                             |
| 9대  | 정성욱 아나운서    | 2021년 4월 23일 ~ 2021년 11월 12일  | [ 2 ]                       |
| 10대 | 최승희 아나운서    | 2021년 11월 15일 ~ 2021년 12월 24일 |                             |
| 11대 | 이보현 아나운서    | 2021년 12월 27일 ~ 2022년 2월 18일  | [ 3 ]                       |
| 12대 | 이은수 아나운서    | 2022년 2월 21일 ~ 2023년 3월 24일   |                             |
| 13대 | 오주호 아나운서    | 2023년 3월 27일 ~ 2024년 4월 26일   |                             |
| 14대 | 강병주 아나운서    | 2024년 4월 29일 ~ 2024년 7월 12일   | [ 4 ] [ 5 ]                 |
| 15대 | 박세종 아나운서    | 2024년 7월 15일 ~ 2025년 3월 21일   | [ 6 ] [ 7 ] [ 8 ] [ 9 ]     |
| 16대 | 유지수 아나운서    | 2025년 3월 24일 ~ 2025년 6월 3일    | [ 10 ] [ 11 ] [ 12 ] [ 13 ] |
| 17대 | 김수영 아나운서    | 2025년 6월 9일 ~ 현재               | [ 14 ]                      |

## 타이틀 변천사
현재 타이틀은 2017년 10월 23일을 기준으로 한다.
| 기수 | 프로그램 타이틀 | 방송 기간                         |
| ---- | --------------- | --------------------------------- |
| 1대  | TJB 뉴스 730    | 1995년 5월 15일 ~ 2001년 4월 28일 |
| 2대  | TJB 아침뉴스    | 2001년 4월 30일 ~ 2008년 5월 2일  |
| 3대  | TJB 모닝와이드  | 2008년 5월 5일 ~ 2009년 4월 24일  |
| 4대  | TJB 아침뉴스    | 2009년 4월 27일 ~ 현재            |

## 경쟁 프로그램
- KBS 뉴스광장 대전·세종·충남 (KBS 대전 1TV)
- MBC 뉴스투데이 대전·세종·충남 (대전MBC TV)